# Аннаба (вілаєт)
Аннаба (араб. ولاية عنابة) — вілаєт Алжиру. Адміністративний центр — м. Аннаба. Площа — 1 439 км². Населення — 640 050 осіб (2008).

## Географічне положення
Вілаєт розташований на узбережжі Середземного моря. На сході межує з вілаєтом Ат-Тарф, на півдні — з вілаєтом Гельма, на заході — з вілаєтом Скікда.

## Адміністративний поділ
Поділяється на 6 округів та 12 муніципалітетів.
| Алжир | Це незавершена стаття з географії Алжиру. Ви можете допомогти проєкту, виправивши або дописавши її. |